# Axel Carl
Axel Carl (* 1960; † 12. August 2023) war ein deutscher Physiker und Wissenschaftsjournalist.
Axel Carl wurde 1992 bei Eberhard Wassermann an der Universität Duisburg-Essen promoviert (Lokalisierung, Elektron-Elektron Wechselwirkung und Metall-Isolator-Übergang in granularen Pd-x-C-1-x-Schichten). 2000 erfolgte die Habilitation in Duisburg (Periodische magnetische dot-Gitter als hochdichte Speichermedien der Zukunft: Herstellung und Charakterisierung durch Magnetkraftmikroskopie). Danach war er Privatdozent.
Er befasste sich mit magnetischen Nanostrukturen mit Anwendungen zum Beispiel als Computerspeicher.
Von 2003 an organisierte er zunächst gemeinsam mit Eberhard Wassermann und dann bis 2022 als alleiniger wissenschaftlicher Leiter das Wissenschaftsfestival Highlights der Physik des Bundesministeriums für Forschung und Technologie in Zusammenarbeit mit der Deutschen Physikalischen Gesellschaft (DPG). Es wurde in Anlehnung an die Veranstaltungen im Jahr der Physik 2000 ins Leben gerufen und fand jährlich jeweils in einer anderen Stadt statt (mit freiem Eintritt).
Er organisierte Schülerwettbewerbe und Festivals in Naturwissenschaft und Technik, darunter auch explore science in Mannheim. Zu diesem Zweck gründete er eine eigene Beraterfirma (AC-Science-Consulting).
2007 erhielt er mit Eberhard Wassermann die Medaille für naturwissenschaftliche Publizistik der DPG für seine „herausragenden Verdienste, die Faszination der Physik einer breiten Öffentlichkeit zu erschließen“.